# Delia chortophilina
Delia chortophilina este o specie de muște din genul Delia, familia Anthomyiidae. A fost descrisă pentru prima dată de Willi Hennig în anul 1969. Conform Catalogue of Life specia Delia chortophilina nu are subspecii cunoscute.